# Peroryctes raffrayana
Peroryctes raffrayana — вид сумчастих ссавців із родини бандикутових.

## Ареал
Проживає у високогірних районах Нової Гвінеї (Індонезія та Папуа-Нова Гвінея), а також на острові Япен. Живе на висотах від 60 до 3900 м над рівнем моря, найчастіше — на висоті ≈ 1000 м над рівнем моря. Населяє тропічні вологі ліси, а також гірські луки. Рідко трапляється у вторинних або відновлюваних лісах, віддаючи перевагу непорушеному лісу.

## Спосіб життя
Середній розмір виводку — 1–2 дитинча.

## Загрози й охорона
Місцеві жителі полюють на P. raffrayana задля м'яса, але це не розглядається як велика загроза для виду. Цей вид трапляється в ряді заповідних територій.